# Campo de Mirra/Camp de Mirra
Campo de Mirra/Camp de Mirra är en kommun i Spanien.   Den ligger i provinsen Provincia de Alicante och regionen Valencia, i den sydöstra delen av landet, 300 km sydost om huvudstaden Madrid. Antalet invånare är 444.